# حصار تبنين
حصار تبنين حدث بين جيوش الحملة الصليبية الألمانية والحامية الأيوبية في تبنين. حاصر الجيش الصليبي المدينة من نوفمبر 1197 إلى فبراير 1198، لكنه فشل في إخضاع القوات الأيوبية.

## الخلفية
استغل ملك قبرص أيمري الحصار الأيوبي في يافا، وبمساعدة الصليبيين الألمان بقيادة هنري برابانت، شن حملة للاستيلاء على صيدا وبيروت. كانت صيدا قد هُدمت بالفعل عندما وصل الصليبيون إلى هناك. سيطروا على صيدا وزحفوا نحو بيروت. قرر حاكم بيروت أسامة، بعد أن رأى عدم وجود مساعدة قادمة من العادل الأول، تدمير الأسوار والانسحاب من المدينة، مما سمح للصليبيين بالاستيلاء عليها.
بعدها كان الصليبيون مستعدين للتحرك إلى الداخل وكان هدفهم التالي هو حصن تبنين العظيم. كان تبنين هدفًا مختارًا بشكل جيد لأنه سيوفر دفاعًا قويًا عن صور، وموطئ قدم لغزو محتمل للجليل إلى الجنوب، ويمنح الصليبيين نقطة قوة لمهاجمة دمشق.

## الحصار
سار الألمان، بقيادة رئيس الأساقفة كونراد من كيرفورت، نحو قلعة تبنين وحاصروها في 28 نوفمبر 1197. ثم بدأ الصليبيون في تقويض أسوار القلعة. أدى إشعال النار تحت الجدران إلى انهيارها. وبسبب هذا، عرضت الحامية الأيوبية الاستسلام بالتخلي عن القلعة وتحرير 500 سجين مسيحي يرقدون في الزنازين مقابل حياتهم. ومع ذلك، طالب كونراد بالاستسلام غير المشروط، وأرسل الصليبيون الشاميون، خوفًا من أن تؤدي المذبحة إلى إثارة الجهاد الإسلامي، لتحذير العادل من أن الألمان لن يرحموا أي أرواح.
ولما رأى الأيوبيون أن المفاوضات لم تسفر عن أي نتائج، حملوا السلاح ودافعوا عن القلعة بقوة. وتمكنوا من تدمير النفق الذي بناه الصليبيون، كما تمكنوا من إحراق و ذبح وسحب بعضهم إلى الخارج وقطع رؤوسهم من على الجدران. وبدأ الألمان يشعرون بالتعب من الحصار. وفي غضون ذلك، تلقى الألمان نبأ وفاة إمبراطورهم هنري السادس، مما أجبر كونراد ورجاله على رفع الحصار. وفي الثاني من فبراير 1198، كان جيش إغاثة أيوبي يزحف نحو تبنين، وكان الألمان مستعدين لملاقاتهم. ومع ذلك، انتشرت شائعات تفيد بأن اللوردات رفيعي المستوى قد فروا، مما دفعهم إلى التراجع نحو صور. وبينما كانوا يتراجعون، تعرضوا لمضايقات من جيوش العادل، وتكبدوا العديد من الخسائر.

## العواقب
وهكذا انتهت الحملة الصليبية الألمانية عام 1197؛ لم تجلب شيئًا لاستعادة هيبة ألمانيا، لكنها ساعدت الصليبيين الشاميين في الاستيلاء على بيروت. بمجرد عودة الألمان إلى ديارهم، أبرم الملك أيمري معاهدة سلام مع العادل، مما منحه السيطرة على يافا بينما كان الصليبيون يسيطرون على بيروت. تم تقسيم صيدا بين المسيحيين والمسلمين. دامت هذه المعاهدة 5 سنوات و8 أشهر، مما أثبت أنه مفيد للعادل.